# Mona Malmová
Mona Malmová, nepřechýleně Mona Malm (rozená Mona Kristina Ericsson (24. ledna 1935 Stockholm - 12. ledna 2021 Stockholm) byla švédská filmová, divadelní a televizní herečka. V roce 1990 byla vyznamenána švédskou královskou medailí Litteris et Artibus. V roce 2010 získala za celoživotní dílo pro film, divadlo a televizi cenu Čestný Zlatohlávek.

## Osobní život
Narodila se v roce 1935, jejím rodiči byli Harald Ericsson a Inez Malmbergová. Jejím manželem se v roce 1954 stal švédský architekt Lars Wahlman, s kterým žila až do jeho smrti v roce 2018. Měli spolu dvě děti, syna a dceru.

## Kariéra
Svou kariéru zahájila v roce 1957 v Královském dramatickém divadle. V letech 1961–1963 byla členkou Stockholmského městského divadla (Stockholms stadsteater), po studií pedagogiky se vrátila do souboru Královského dramatického divadla. Za svou dlouhou kariéru hrála ve více než 60 filmech (mezi režiséry těchto filmů patřili Ingmar Bergman a Bo Widerberg) a ve více než 20 televizních pořadech a seriálech. Četné divadelní role vytvořila především v Královském dramatickém divadle a ve Stockholms stadsteater, dále v Maximteatern (soukromé divadlo ve Stockholmu) a Nöjesteatern (dříve Nya teatern, divadlo v Malmö).

## Výběrová filmografie
- 2006 Po svatbě
- 2005 Vítězové a poražení
- 2003 Pojďme si hrát
- 1996 Jerusalem (film)
- 1992 S nejlepšími úmysly, scénář Ingmar Bergman, režie Bille August
- 1982 Fanny a Alexandr, scénář a režie Ingmar Bergman
- 1967 Roseanna, podle stejnojmenného románu autorské dvojice Sjöwallová, Wahlöö
- 1966 Do toho, Rolande!, scénář a režie Bo Widerberg
- 1964 A co všechny ty ženy
- 1957 Sedmá pečeť, scénář a režie Ingmar Bergman
- 1955 Úsměvy letní noci, scénář a režie Ingmar Bergman
- 1954 Mladá láska
- 1949 Jen matka[2]

## Ceny a vyznamenání
- O'Neillova cena (švédsky oficiálně O'Neill-stipendiet, ale běžně označováno jako O'Neill-priset, tedy cena, pojmenované na počest amerického dramatika Eugena O'Neilla, je každoročně udělována Královským dramatickým divadlem, Mona Malmová ho získala v roce 1986.
- Litteris et Artibus: tuto švédskou královskou medaili udělovanou za přínos kultuře získala v roce 1990.
- Stipendium Gösta Ekmana je zřízené na památku herce a divadelního režiséra Gösty Ekmana. Herečka ho získala v roce 1992.
- Guldmasken (Zlatá maska) byla divadelní cena udělovaná v letech 1987–2009. Malmové byla udělena v roce 1995.
- Sammy Award (cena švédské televize): 1998.[1]
- Zlatohlávek: herečka nikdy nezískala Zlatohlávka za konkrétní roli v konkrétním filmu, i když toto ocenění získalo hned několik filmů, ve kterých hrála, např. Do toho, Rolande!, Fanny a Alexandr (dále cena César, cena BAFTA, Zlatý glóbus a Oscar), S nejlepšími úmysly (dále cena César, cena BAFTA, Zlatý glóbus a Oscar), další filmy získaly cenu v jiných kategoriích nebo na jiných filmových festivalech. V roce 2010 však získala Čestného Zlatohlávka, tedy cenu za celoživotní dílo, ocenění za zásadní přínos švédskému filmu, divadlu a kultuře (slavnostní předání všech kategorii cen Zlatohlávek proběhlo 24. ledna 2011).